# Лангиярви
Ла́нгия́рви — озеро на территории Ведлозерского сельского поселения Пряжинского района Республики Карелия.

## Общие сведения
Площадь озера — 0,7 км². Располагается на высоте 75,8 метров над уровнем моря.
Форма озера лопастная, продолговатая, вытянутая с севера на юг. Берега каменисто-песчаные, местами заболоченные.
Из южной оконечности озера берёт начало река Эняйоки.
В южной части озера имеется один безымянный остров.
Населённые пункты близ озера отсутствуют. Ближайший — деревня Кохтусельга — расположена в 4,5 км к востоку от озера.
Код водного объекта в государственном водном реестре — 01040300211102000014275.